# Annapolis Blues FC
El Annapolis Blues FC es un equipo de fútbol de Estados Unidos que juega en la USL League Two, la cuarta división nacional.

## Historia
En junio de 2022 la National Premier Soccer League anunció a un equipo de expansión para la ciudad de Annapolis para la temporada de 2023. El grupo de dueños del club era liderado por el exmiembro del DC United Michael Hitchcock, el que fuera seleccionado nacional Kyle Beckerman, y Alex Yi, exjugador del FC Dallas. Ese sería el tercer equipo del estado de Maryland en donde Hitchcock tendría participación junto al Appalachian FC y el campeón nacional de 2021 Denton Diablos FC. Surgieron varios nombres para el equipo como Annapolis Blues FC, Annapolis Kraken SC, Annapolis Seawolves SC y Annapolis Yard FC. El nombre Annapolis Blues FC fue anunciado como el ganador el 16 de agosto de 2023 que ganó en una votación de 1,200 participantes. El estadio del club sería el Navy–Marine Corps Memorial Stadium del campus de la United States Naval Academy en Annapolis, Maryland.
Los Blues en diciembre anunciaron a Colin Herriot como el primer entrenador de la historia del club.
El primer partido del club fue un amistoso ante el Philadelphia Union Development Squad el 10 de mayo de 2023 en el Memorial Stadium. Su primer partido oficial fue el 3 de junio ante el FC Frederick al que fueron 8,368 espectadores, un récord en la NPSL. El partido lo ganaron los Blues por 4–2. Para el siguiente partido ante el Virginia Beach City FC asistieron 7,665 espectadores. En el partido por el campeonato de conferencia volvieron a romper el récord de asistencia cuando fueron 8,480 espectadores a ver al Blues vencer al Alexandria Reds. En la temporada 2024 de la NPSL volvieron a romper el récord de asistencia cuando en el partido inaugural asistieron 11,171 espectadores para ver al Annapolis vencer al DMV Elite FC por 6–2. Al terminar la temporada de 2024 el Annapolis registró ocho de las primeras 10 mayores cantidades de asistencia a los partidos.
El 20 de diciembre de 2024 se anunció que el club se uniría a la USL League Two para la temporada 2025.